# おのみち住吉花火まつり
おのみち住吉花火まつり（おのみちすみよしはなびまつり）は、広島県尾道市で毎年7月末～8月上旬に行われる花火大会。地形の関係上3方にある山に音が跳ね返る。当日は、本州側だけでなく、対岸の向島側にも多くの人が訪れる。地元の人々には「すみよっさん（住吉さん）」の名で親しまれている。

## 打ち上げ概要
- 月日：毎年7月最終土曜日（概ね）
- 場所：尾道市土堂2丁目 住吉神社沖
- 発数：毎年1万3,000発程度（広島県内で最大）
- 交通アクセス
  - JR 山陽本線 尾道駅から徒歩10分

2020年から3年連続中止。23年4年ぶり復活。

## 開催者
- 主催：尾道住吉会
- 後援：尾道市、尾道商工会議所、尾道観光協会

## その他
- 2007年の開催よりクライマックスは、「音楽花火」で締めくくられている。